# Vito Caravelli

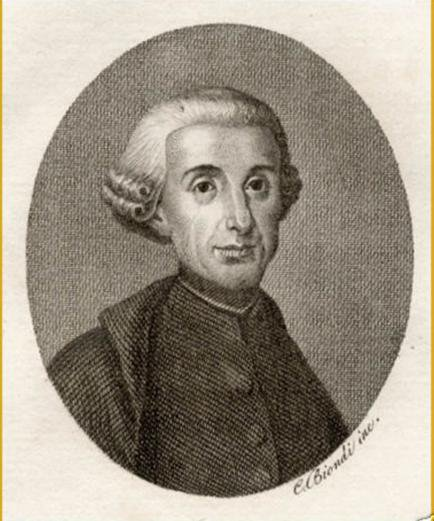
Vito Caravelli

Vito Caravelli (n. 1724 la Irsina, Provincia Matera - d. 25 noiembrie 1800 la Napoli) a fost un matematician și preot italian.

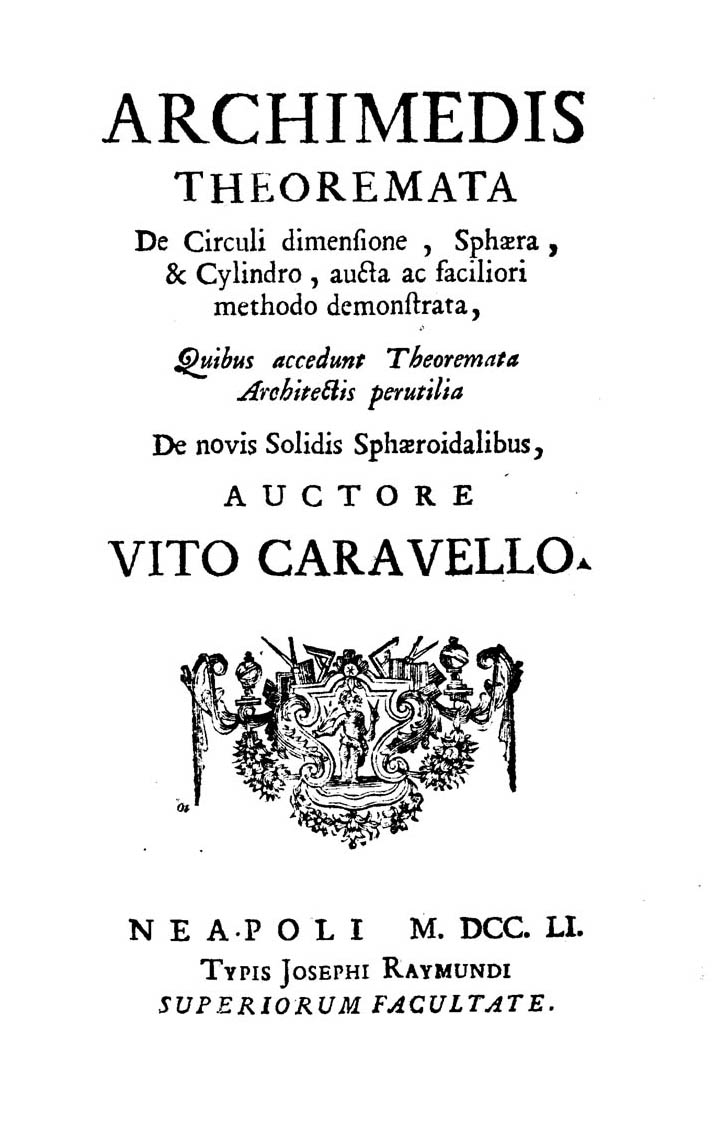
Archimedis Theoremata, 1751

La Napoli a înființat o școală particulară de matematică și astronomie.
A fost profesor la Academia de Marină Militară și Artilerie (1754), apoi la Academia Militară (1769).
După cărțile lui Caravelli s- predat matematica la Academia Domnească din București.
Caravelli a dedicat o trigonometrie sferică lui Alexandru Ipsilanti după care s-a predat trigonometria în școlile din București în secolul al XVIII-lea.

## Scrieri
- 1750: Eraclidis quinque pastrema solidarum scientiam contientia
- 1751: Archimedis theoremata de circuli dimensioni, sphaera et cylindro
- 1759 - 1770: Elementi di matematica, în 7 volume
- 1773: Elementi di artigleria, în două volume
- 1772 - 1784: Trattato di astronomia, în 5 volume
- 1786: Calculo differntiale.